# Patrignone (Montalto delle Marche)
Patrignone (Patrignò in dialetto montaltese) è una frazione di Montalto delle Marche.
Di origine medievale, fu possedimento farfense dal 1074, per essere poi ceduta alla città di Ascoli (1249). Dopo essere stata a lungo frazione di Montalto, fu comune autonomo dall'età napoleonica fino all'Unità d'Italia. Nel 1866 fu aggregata di nuovo all'attuale capoluogo, dal quale dista soli 2 km.
Conserva l'impianto storico, suggestivamente incastonato nel paesaggio collinare, con porte, residue di una cinta muraria, ed edifici dei secoli XV-XVII, fra cui la chiesa romanico-gotica di Santa Maria de Viminatu. Come castello di Ascoli prende parte all'annuale Torneo cavalleresco della Quintana dalla seconda edizione datata 1956, risultando dopo Arquata il castello con più partecipazioni; a tal proposito nel 2025 festeggia il settantennale.
Nonostante l'esiguità del luogo, nei secoli XVI e XVII vi hanno operato rinomate botteghe di artisti e artigiani, come i pittori Agnello e Bonfini, e fra i Bonfini si distinsero pure valenti intagliatori del legno, come Desiderio, e falegnami.
A tal riprova troviamo il busto di Antonio Bonfini, umanista alla corte boema d'Ungheria, nel castello di Budapest.
È gemellata con l'omonima Patrignone nel comune di Arezzo.